# Marquardt Küchen
Michael Marquardt GmbH & Co. KG (Firmenbezeichnung: Marquardt Küchen) ist ein Hersteller und Einzelhändler von deutschen Küchenmöbeln und Küchenausstattungen mit Hauptsitz in Emleben, Thüringen. Das Unternehmen besitzt ein eigenes Granitwerk und ist auf die Verarbeitung von Quarz- und Natursteinplatten in Küchen spezialisiert.

## Unternehmen und Standorte

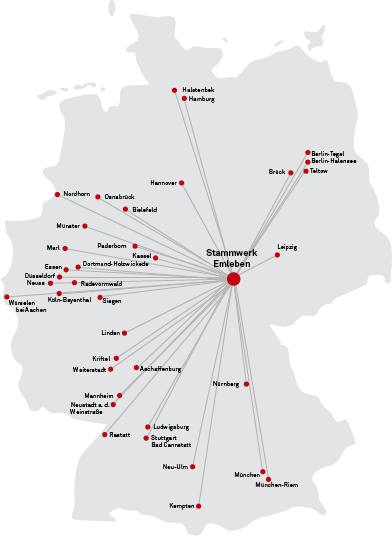
Deutsches Filialnetz von Marquardt Küchen

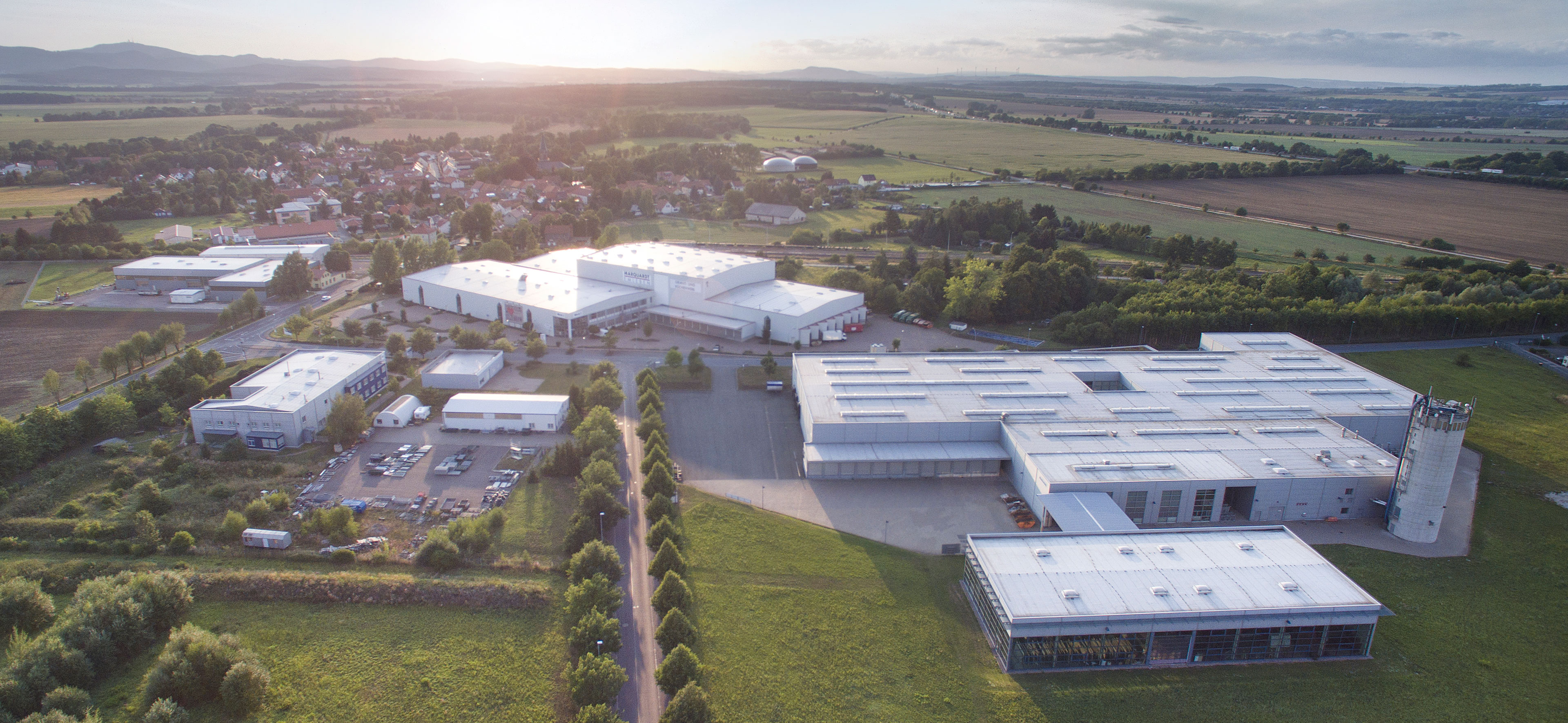
Luftaufnahme Stammwerk Emleben

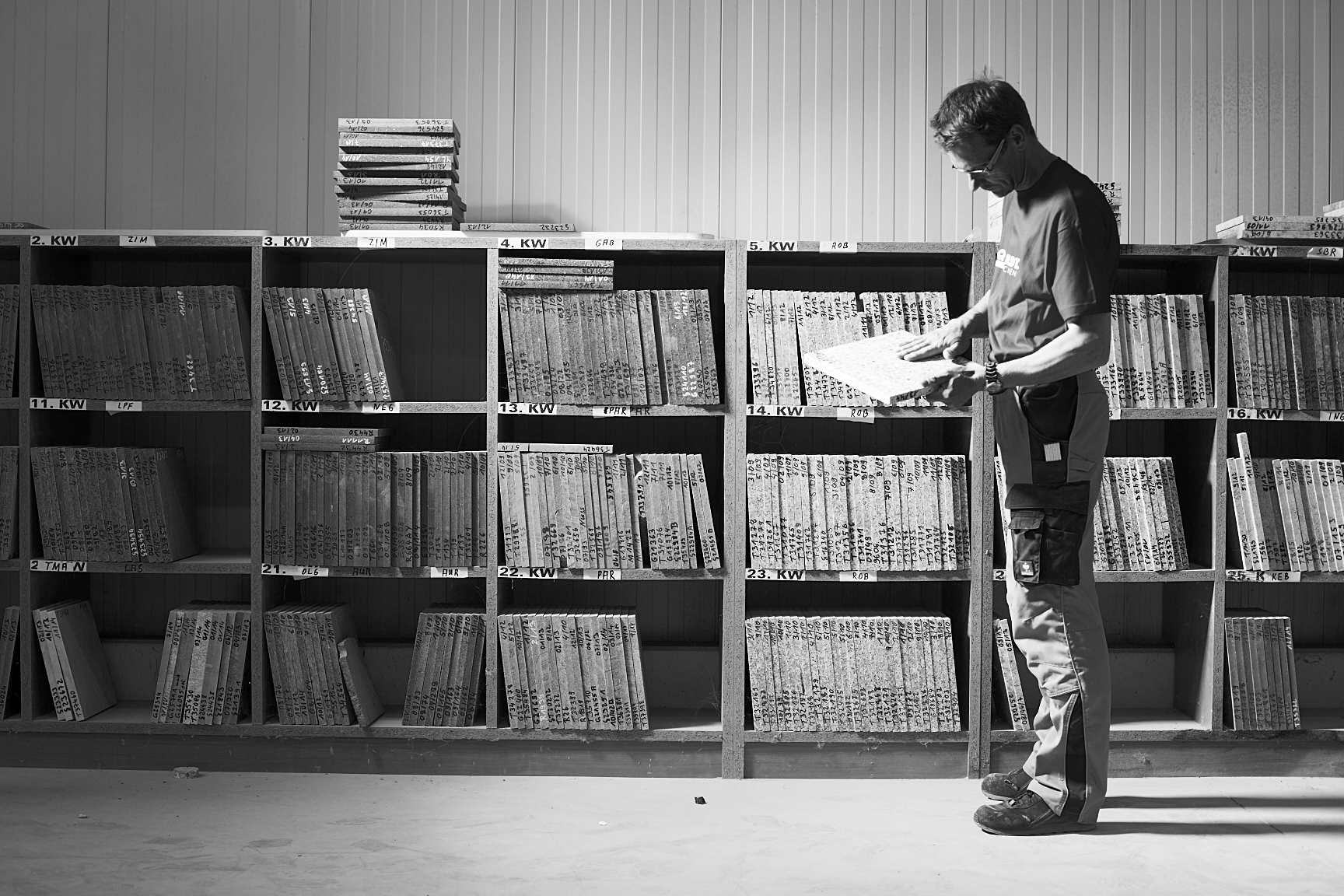
Archiv aller Arbeitsplatten, Emleben

Mit ca. 600 Mitarbeitern und Handelspartnern, 39 Werksstudios und einem eigenen Granitwerk ist Marquardt Küchen deutschlandweit vertreten. Der Großteil der Werksstudios befindet sich in Nordrhein-Westfalen, Bayern, Baden-Württemberg, der Region Hamburg und in Berlin. Weitere Werksstudios des Unternehmens sind auf Sachsen, Thüringen und Hessen verteilt.

## Geschichte
1991 gründete Michael Marquardt das Unternehmen Marquardt Küchen und eröffnete kurz darauf das erste Verkaufsgeschäft mit 12 Mitarbeitern im thüringischen Emleben. 
1998 erfolgte die Erweiterung des Stammwerks zur Produktion von Granit-Anfertigungen. 
2000 eröffnete die „Gläserne Granithalle“ als Werksergänzung zur Präsentation der Natursteinsorten aus aller Welt zum Selbstaussuchen. 
2006 verfügte das Unternehmen über Werksstudios in Deutschland, Sydney und Dänemark.
2007 verkaufte Michael Marquardt sein Unternehmen an die Culinoma GmbH, die zu der De-Mandemakers-Gruppe gehört.
2008 übernahm Oliver Barth die Geschäftsführung. 
2009–2013 eröffneten zehn weitere Werksstudios.
2014 erhielt das Unternehmen Marquardt Küchen vom Wirtschaftsmagazin Focus Money als einziger deutscher Küchenanbieter die Note „Sehr gut“ in vier von fünf Kategorien.
2016 feierte das Unternehmen Marquardt Küchen sein 25-jähriges Bestehen.
2017 strebte Marquardt Küchen die Expansion mit einem neuen Franchisesystem in Deutschland an und wuchs auf insgesamt 34 Werksstudios.
2018–2019 wurden weitere 4 Werksstudios  eröffnet. Die Anzahl der gesamten Werksstudios wuchs damit auf 39 Standorte.
2019 wurde Marquardt Küchen vom Wirtschaftsmagazin Focus Money wiederholt beim Deutschland Test mit einem „Sehr gut“ in vier von fünf Kategorien ausgezeichnet.

## Produkte
Das Unternehmen produziert und verkauft in Deutschland und den Niederlanden Einbauküchen des mittleren und gehobenen Preissegments – mit Granit und Markengeräten deutscher Hersteller.
Das Angebot von Marquardt Küchen erstreckt sich über 75 angebotene Natur- und Quarzsteinsorten, die aus Abbaugebieten der ganzen Welt bezogen und anschließend im eigenen Granitwerk zu Küchenarbeitsplatten weiterverarbeitet werden. Bei diesem Verarbeitungsprozess wird das Marquardt-Naturstein-Arbeitsplatten-System verwendet, das bis zu 2,1 Tonnen belastbar ist. Ergänzend zum Natursteinangebot bietet Marquardt Küchen Modernisierungen für vorhandene Küchen mit Naturstein an. Neben Küchenarbeitsplatten aus Granit werden bspw. auch Arbeitsplatten aus Keramik, Glas oder Laminat angeboten.

## Ausbildung
Marquardt Küchen ist ein von der IHK zertifizierter Ausbildungsbetrieb, der jährlich Nachwuchskräfte im Beruf Kauffrau/Kaufmann im Einzelhandel und Bürokauffrau/Bürokaufmann ausbildet.

## Sportsponsoring
Marquardt Küchen unterstützt folgende Unternehmen und Vereine:
- Lubner Motorsport
- Basketball in Gotha (BIG)[12]
- Fußballschule Mittelpunkt[13]
- SG Eiffelland 2019 e.V.[14]
- TC RW Hochstetten im TV Hochstetten 1904 e.V.